# JPEG XR

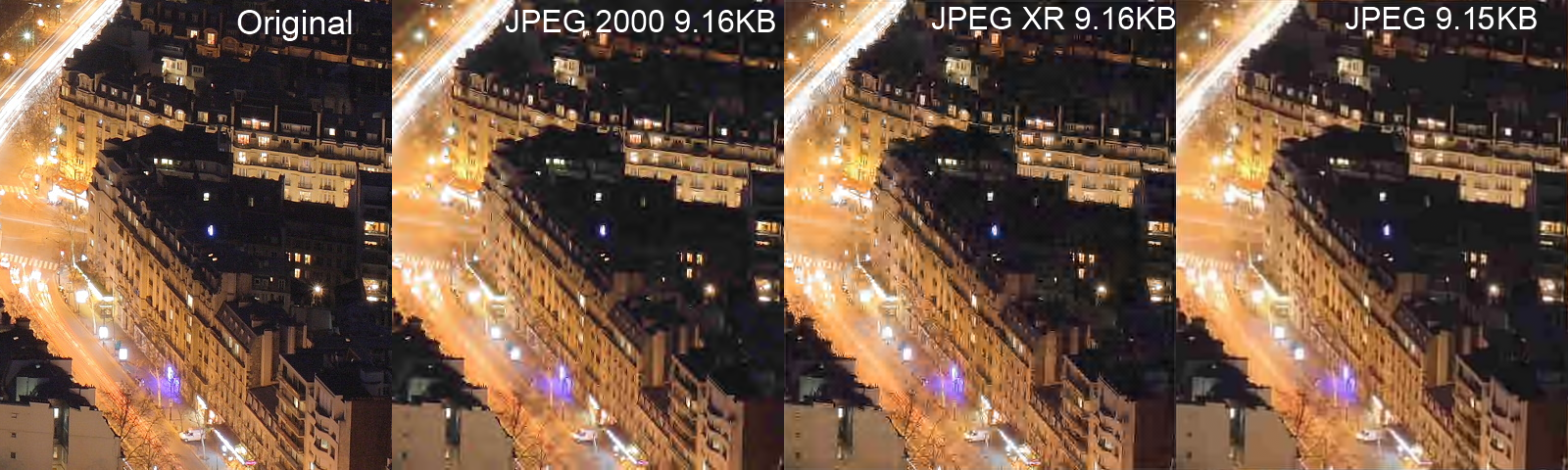
Esta es una comparación entre JPEG 2000, JPEG XR y JPEG. Usé Paint.NET e IrfanView para crear esta imagen. La foto original se recorta de un JPEG muy grande y se guarda como archivo PNG. Luego, esta versión PNG se convierte a cada uno de los formatos de archivo de imagen mencionados anteriormente. Cada foto tiene un tamaño de 400 x 480. El JPEG básico es el peor en compresión, pero JPEG XR y JPEG 2000 son muy similares. El JPEG 2000 es un poco más brillante y tiende a hacer un mejor trabajo al combinar los píxeles. Las áreas negras en el JPEG XR desarrollan un patrón de tablero de ajedrez cuando se acerca el zoom.

JPEG XR (antes llamado Windows Media Photo y HD Photo) es un formato gráfico creado y adoptado por Microsoft. Este nuevo formato de codificación de imágenes fijas ofrece mayor calidad en menor tamaño que el formato JPEG. La reducción puede alcanzar hasta el 50%, obteniendo una calidad semejante a la que ofrece JPEG.

## Características
Este formato ofrece la posibilidad de guardar las imágenes sin pérdidas o con pérdidas. En la primera opción se mantienen todas las características originales de la imagen, y consecuentemente el archivo tendrá un tamaño mayor, aun así la ventaja del nuevo formato está en que una vez guardada la imagen sin pérdidas el tamaño es menor en comparación con JPEG. Si elegimos pérdida, el tamaño del archivo será aún mucho menor aunque se pierdan algunos detalles.

## Uso
JPEG XR es ideal para dispositivos portátiles donde el tamaño del fichero es importante, tanto por la limitada capacidad de almacenamiento que ofrecen como por los recursos de hardware que incorporan. Entre las firmas que ya han anunciado su apoyo al JPEG XR figuran, además de Microsoft, el primer desarrollador de herramientas gráficas: Adobe.
El formato JPEG XR ya está incorporado en Windows Vista. El gigante informático: Microsoft intenta que sea certificado como estándar por la entidad denominada Joint Photographic Experts Group, la misma organización que en su momento certificó el estándar JPEG original y su sucesor JPEG 2000. 
Microsoft espera que HD Photo sea certificado como un estándar bajo el nombre JPEG-XR a mediados de 2008. La certificación contribuiría a que Microsoft motive a los fabricantes de cámaras digitales a incorporar el formato en sus productos. 
El formato JPEG XR permite crear imágenes con la misma calidad que JPG con solo la mitad del tamaño del fichero, o el doble de calidad en la imagen con el mismo tamaño que las actuales JPG. Una fotografía podrá contener hasta 68,6 terapixeles y ocupar 32 GB. Las fotografías pueden ser guardadas en el formato HD Photo sin pérdida de información gráfica. 
Microsoft ya ha recibido apoyo del fabricante de cámaras Hasselblad y de las compañías Foveon, ARM y Novatek, fabricantes de chips para cámaras digitales. Adobe también respaldará el formato con una extensión para Photoshop, que permitirá trabajar directamente con JPEG XR.
JPEG XR online gratuita
- Datos: Q1064039
- Multimedia: JPEG XR / Q1064039